# Dirka po Španiji 2018
Dirka po Španiji 2018 (špansko Vuelta a España 2018) je 73. izvedba dirke po Španiji, tritedenske moške cestne kolesarske etapne dirke. Začela se je 25. avgusta v Málagi in končala 16. septembra v Madridu. Sodelovalo je 176 kolesarjev iz 22-ih ekip. Rdečo majico je prvič osvojil Simon Yates (Mitchelton–Scott), drugo mesto Enric Mas (Quick-Step Floors), tretje pa Miguel Ángel López (Astana). Zeleno majico je osvojil Alejandro Valverde (Movistar Team), pikčasto majico je osvojil Thomas De Gendt (Lotto–Soudal), belo majico pa Simon Yates.

## Ekipe
UCI WorldTeams
- AG2R La Mondiale
- Astana
- Bahrain–Merida
- Bora–Hansgrohe
- BMC Racing Team
- Team Dimension Data
- EF Education First–Drapac p/b Cannondale
- Team Katusha–Alpecin
- Lotto–Soudal
- LottoNL–Jumbo
- Mitchelton–Scott
- Movistar Team
- Quick-Step Floors
- Team Sky
- Team Sunweb
- Trek–Segafredo
- UAE Team Emirates
- Groupama–FDJ

UCI Professional Continental teams
- Burgos BH
- Caja Rural–Seguros RGA
- Cofidis
- Euskadi–Murias

## Etape
| Etapa | Datum         | Štart/Cilj                                                | Razdalja  | Tip       | Tip                    | Zmagovalec                 |           |
| ----- | ------------- | --------------------------------------------------------- | --------- | --------- | ---------------------- | -------------------------- | --------- |
| 1     | 25. avgust    | Málaga                                                    | 8 km      |           | posamični kronometer   | Rohan Dennis (AUS)         |           |
| 2     | 26. avgust    | Marbella — Caminito del Rey                               | 163,9 km  |           | hribovita etapa        | Alejandro Valverde (ESP)   |           |
| 3     | 27. avgust    | Mijas — Alhaurín de la Torre                              | 182,5 km  |           | hribovita etapa        | Elia Viviani (ITA)         |           |
| 4     | 28. avgust    | Vélez-Málaga — Alfacar                                    | 162 km    |           | gorska etapa           | Ben King (USA)             |           |
| 5     | 29. avgust    | Granada — Roquetas de Mar                                 | 188 km    |           | hribovito-gorska etapa | Simon Clarke (AUS)         |           |
| 6     | 30. avgust    | Huércal-Overa — San Javier                                | 153 km    |           | ravninska etapa        | Nacer Bouhanni (FRA)       |           |
| 7     | 31. avgust    | Puerto Lumbreras — Pozo Alcón                             | 182 km    |           | hribovita etapa        | Tony Gallopin (FRA)        |           |
| 8     | 1. september  | Linares — Almadén                                         | 195,5 km  |           | hribovita etapa        | Alejandro Valverde (ESP)   |           |
| 9     | 2. september  | Talavera de la Reina — La Covatilla                       | 195 km    |           | gorska etapa           | Ben King (USA)             |           |
|       | 3. september  | Salamanca                                                 | Salamanca |           | dan počitka            | dan počitka                |           |
| 10    | 4. september  | Salamanca — Fermoselle                                    | 172,5 km  |           | ravninska etapa        | Elia Viviani (ITA)         |           |
| 11    | 5. september  | Mombuey — Ribeira Sacra/Luíntra                           | 208,8 km  |           | hribovito-gorska etapa | Alessandro De Marchi (ITA) |           |
| 12    | 6. september  | Mondoñedo — Punta de Estaca de Bares                      | 177,5 km  |           | hribovita etapa        | Alexandre Geniez (FRA)     |           |
| 13    | 7. september  | Candás — La Camperona                                     | 175,5 km  |           | gorska etapa           | Óscar Rodríguez (ESP)      |           |
| 14    | 8. september  | Cistierna — Les Praeres de Nava                           | 167 km    |           | gorska etapa           | Simon Yates (GBR)          |           |
| 15    | 9. september  | Ribera de Arriba — Lakes of Covadonga                     | 185,5 km  |           | gorska etapa           | Thibaut Pinot (FRA)        |           |
|       | 10. september | Santander                                                 | Santander |           | dan počitka            | dan počitka                |           |
| 16    | 11. september | Santillana del Mar — Torrelavega                          | 32,7 km   |           | posamični kronometer   | Rohan Dennis (AUS)         |           |
| 17    | 12. september | Getxo — Oiz                                               | 166,4 km  |           | hribovito-gorska etapa | Michael Woods (CAN)        |           |
| 18    | 13. september | Ejea de los Caballeros — Lleida                           | 180,5 km  |           | ravninska etapa        | Jelle Wallays (BEL)        |           |
| 19    | 14. september | Lleida — Naturlandia (Andora)                             | 157 km    |           | gorska etapa           | Thibaut Pinot (FRA)        |           |
| 20    | 15. september | Escaldes-Engordany (Andora) — Coll de la Gallina (Andora) | 105,8 km  |           | gorska etapa           | Enric Mas (ESP)            |           |
| 21    | 16. september | Alcorcón — Madrid                                         | 112,3 km  |           | ravninska etapa        | Elia Viviani (ITA)         |           |
|       | Skupaj        | Skupaj                                                    | 3271,4 km | 3271,4 km | 3271,4 km              | 3271,4 km                  | 3271,4 km |

## Razvrstitev po klasifikacijah
| Etapa  | Zmagovalec           | Rdeča majica ·     | Zelena majica ·    | Pikčasta majica · | Kombinacija ·      | Ekipno          | Borbenost ·          | Mladi ·            |
| ------ | -------------------- | ------------------ | ------------------ | ----------------- | ------------------ | --------------- | -------------------- | ------------------ |
| 1      | Rohan Dennis         | Rohan Dennis       | Rohan Dennis       | brez              | Rohan Dennis       | BMC Racing Team | brez                 | Benjamin Thomas    |
| 2      | Alejandro Valverde   | Michał Kwiatkowski | Michał Kwiatkowski | Luis Ángel Maté   | Michał Kwiatkowski | Team Sky        | Luis Ángel Maté      | Laurens De Plus    |
| 3      | Elia Viviani         | Michał Kwiatkowski | Michał Kwiatkowski | Luis Ángel Maté   | Michał Kwiatkowski | Team Sky        | Jordi Simón          | Laurens De Plus    |
| 4      | Ben King             | Michał Kwiatkowski | Michał Kwiatkowski | Luis Ángel Maté   | Michał Kwiatkowski | Astana          | Luis Ángel Maté      | Enric Mas          |
| 5      | Simon Clarke         | Rudy Molard        | Michał Kwiatkowski | Luis Ángel Maté   | Alejandro Valverde | Astana          | Bauke Mollema        | Enric Mas          |
| 6      | Nacer Bouhanni       | Rudy Molard        | Michał Kwiatkowski | Luis Ángel Maté   | Michał Kwiatkowski | Astana          | Jorge Cubero         | Enric Mas          |
| 7      | Tony Gallopin        | Rudy Molard        | Alejandro Valverde | Luis Ángel Maté   | Alejandro Valverde | Astana          | Alex Aranburu        | Enric Mas          |
| 8      | Alejandro Valverde   | Rudy Molard        | Alejandro Valverde | Luis Ángel Maté   | Alejandro Valverde | Astana          | Jorge Cubero         | Enric Mas          |
| 9      | Ben King             | Simon Yates        | Alejandro Valverde | Luis Ángel Maté   | Alejandro Valverde | LottoNL–Jumbo   | Lluís Mas            | Miguel Ángel López |
| 10     | Elia Viviani         | Simon Yates        | Peter Sagan        | Luis Ángel Maté   | Alejandro Valverde | LottoNL–Jumbo   | Jesús Ezquerra       | Miguel Ángel López |
| 11     | Alessandro De Marchi | Simon Yates        | Alejandro Valverde | Luis Ángel Maté   | Alejandro Valverde | LottoNL–Jumbo   | Bauke Mollema        | Miguel Ángel López |
| 12     | Alexandre Geniez     | Jesús Herrada      | Alejandro Valverde | Luis Ángel Maté   | Alejandro Valverde | Bahrain–Merida  | Thomas De Gendt      | Miguel Ángel López |
| 13     | Óscar Rodríguez      | Jesús Herrada      | Alejandro Valverde | Luis Ángel Maté   | Alejandro Valverde | Bahrain–Merida  | Gorka Izagirre       | Miguel Ángel López |
| 14     | Simon Yates          | Simon Yates        | Alejandro Valverde | Luis Ángel Maté   | Alejandro Valverde | Bahrain–Merida  | Michał Kwiatkowski   | Miguel Ángel López |
| 15     | Thibaut Pinot        | Simon Yates        | Alejandro Valverde | Luis Ángel Maté   | Alejandro Valverde | Bahrain–Merida  | Bauke Mollema        | Miguel Ángel López |
| 16     | Rohan Dennis         | Simon Yates        | Alejandro Valverde | Luis Ángel Maté   | Alejandro Valverde | Movistar Team   | brez                 | Enric Mas          |
| 17     | Michael Woods        | Simon Yates        | Alejandro Valverde | Thomas De Gendt   | Alejandro Valverde | Movistar Team   | Omar Fraile          | Enric Mas          |
| 18     | Jelle Wallays        | Simon Yates        | Alejandro Valverde | Thomas De Gendt   | Alejandro Valverde | Movistar Team   | Jetse Bol            | Enric Mas          |
| 19     | Thibaut Pinot        | Simon Yates        | Alejandro Valverde | Thomas De Gendt   | Simon Yates        | Movistar Team   | Jonathan Castroviejo | Enric Mas          |
| 20     | Enric Mas            | Simon Yates        | Alejandro Valverde | Thomas De Gendt   | Simon Yates        | Movistar Team   | Jesús Herrada        | Enric Mas          |
| 21     | Elia Viviani         | Simon Yates        | Alejandro Valverde | Thomas De Gendt   | Simon Yates        | Movistar Team   | brez                 | Enric Mas          |
| Skupaj | Skupaj               | Simon Yates        | Alejandro Valverde | Thomas De Gendt   | Simon Yates        | Movistar Team   | Bauke Mollema        | Enric Mas          |

## Končna razvrstitev
| Legenda | Legenda                                    | Legenda | Legenda                                           |
| ------- | ------------------------------------------ | ------- | ------------------------------------------------- |
|         | Predstavlja vodilnega v skupnem seštevku   |         | Predstavlja vodilnega po točkah                   |
|         | Predstavlja vodilnega v gorski razvrstitvi |         | Predstavlja vodilnega v kombinacijski razvrstitvi |
|         | Predstavlja najbolj borbenega kolesarja    |         | Predstavlja najboljšega mladega kolesarja         |

### Rdeča majica
| Poz. | Kolesar                  | Ekipa                                    | Čas         |
| ---- | ------------------------ | ---------------------------------------- | ----------- |
| 1    | Simon Yates (GBR)        | Mitchelton–Scott                         | 82h 05' 58" |
| 2    | Enric Mas (ESP)          | Quick-Step Floors                        | + 1' 46"    |
| 3    | Miguel Ángel López (COL) | Astana                                   | + 2' 04"    |
| 4    | Steven Kruijswijk (NED)  | LottoNL–Jumbo                            | + 2' 54"    |
| 5    | Alejandro Valverde (ESP) | Movistar Team                            | + 4' 28"    |
| 6    | Thibaut Pinot (FRA)      | Groupama–FDJ                             | + 5' 57"    |
| 7    | Rigoberto Urán (COL)     | EF Education First–Drapac p/b Cannondale | + 6' 07"    |
| 8    | Nairo Quintana (COL)     | Movistar Team                            | + 6' 51"    |
| 9    | Ion Izagirre (ESP)       | Bahrain–Merida                           | + 11' 09"   |
| 10   | Wilco Kelderman (NED)    | Team Sunweb                              | + 11' 11"   |

### Zelena majica
| Poz. | Kolesar                  | Ekipa             | Točke |
| ---- | ------------------------ | ----------------- | ----- |
| 1    | Alejandro Valverde (ESP) | Movistar Team     | 131   |
| 2    | Peter Sagan (SVK)        | Bora–Hansgrohe    | 119   |
| 3    | Elia Viviani (ITA)       | Quick-Step Floors | 105   |
| 4    | Simon Yates (GBR)        | Mitchelton–Scott  | 104   |
| 5    | Miguel Ángel López (COL) | Astana            | 103   |
| 6    | Thibaut Pinot (FRA)      | Groupama–FDJ      | 95    |
| 7    | Dylan Teuns (BEL)        | BMC Racing Team   | 93    |
| 8    | Steven Kruijswijk (NED)  | LottoNL–Jumbo     | 80    |
| 9    | Danny van Poppel (NED)   | LottoNL–Jumbo     | 80    |
| 10   | Giacomo Nizzolo (ITA)    | Trek–Segafredo    | 76    |

### Pikčasta majica
| Poz. | Kolesar                  | Ekipa                                    | Točke |
| ---- | ------------------------ | ---------------------------------------- | ----- |
| 1    | Thomas De Gendt (BEL)    | Lotto–Soudal                             | 95    |
| 2    | Bauke Mollema (NED)      | Trek–Segafredo                           | 83    |
| 3    | Luis Ángel Maté (ESP)    | Cofidis                                  | 64    |
| 4    | Ben King (USA)           | Team Dimension Data                      | 56    |
| 5    | Miguel Ángel López (COL) | Astana                                   | 45    |
| 6    | Simon Yates (GBR)        | Mitchelton–Scott                         | 38    |
| 7    | Thibaut Pinot (FRA)      | Groupama–FDJ                             | 36    |
| 8    | Pierre Rolland (FRA)     | EF Education First–Drapac p/b Cannondale | 31    |
| 9    | Michael Woods (CAN)      | EF Education First–Drapac p/b Cannondale | 21    |
| 10   | Michał Kwiatkowski (POL) | Team Sky                                 | 20    |

### Bela majica
| Poz. | Kolesar                  | Ekipa                                    | Čas |
| ---- | ------------------------ | ---------------------------------------- | --- |
| 1    | Simon Yates (GBR)        | Mitchelton–Scott                         | 11  |
| 2    | Miguel Ángel López (COL) | Astana                                   | 13  |
| 3    | Alejandro Valverde (ESP) | Movistar Team                            | 18  |
| 4    | Thibaut Pinot (FRA)      | Groupama–FDJ                             | 19  |
| 5    | Enric Mas (ESP)          | Quick-Step Floors                        | 24  |
| 6    | Steven Kruijswijk (NED)  | LottoNL–Jumbo                            | 29  |
| 7    | Ben King (USA)           | Team Dimension Data                      | 41  |
| 8    | Rigoberto Urán (COL)     | EF Education First–Drapac p/b Cannondale | 45  |
| 9    | Nairo Quintana (COL)     | Movistar Team                            | 47  |
| 10   | Rafał Majka (POL)        | Bora–Hansgrohe                           | 47  |

### Ekipna razvrstitev
| Poz. | Ekipa                                    | Čas          |
| ---- | ---------------------------------------- | ------------ |
| 1    | Movistar Team                            | 246h 50' 04" |
| 2    | Bahrain–Merida                           | + 45' 36"    |
| 3    | Bora–Hansgrohe                           | + 47' 57"    |
| 4    | Astana                                   | + 48' 10"    |
| 5    | EF Education First–Drapac p/b Cannondale | + 58' 49"    |
| 6    | Mitchelton–Scott                         | + 1h 27' 43" |
| 7    | Team Dimension Data                      | + 1h 31' 01" |
| 8    | AG2R La Mondiale                         | + 1h 37' 13" |
| 9    | Team Sky                                 | + 1h 47' 43" |
| 10   | Euskadi–Murias                           | + 1h 47' 50" |